# Attosecondo
Nel sistema internazionale di unità di misura sono definiti alcuni prefissi moltiplicativi per indicare multipli e sottomultipli delle unità di misura. Il prefisso "atto-" indica 10−18 parti dell'unità di misura. Un attosecondo, o con il suo simbolo 1 as corrisponde a 10−18 s e pertanto ad un trilionesimo (milionesimo di milionesimo di milionesimo) di secondo.
A partire dal 2008 viene sviluppato attoclock a risoluzione di fase, un metodo per la rilevazione della velocità di un elettrone sensibile alla scala degli attosecondi.
- 1 attosecondo è circa il tempo stimato per il decadimento di un nucleo atomico
- in un attosecondo la luce percorre esattamente 0,299792458 nanometri nel vuoto
- ordine di grandezza temporale superiore = femtosecondo
- ordine di grandezza temporale inferiore = zeptosecondo